# Quảng Nhâm
Quảng Nhâm là một xã miền núi biên giới thuộc huyện A Lưới, thành phố Huế, Việt Nam.

## Địa lý
Xã Quảng Nhâm nằm ở phía tây huyện A Lưới, có vị trí địa lý:
- Phía đông giáp xã A Ngo và xã Sơn Thủy
- Phía tây giáp Lào
- Phía nam giáp xã Hồng Thái
- Phía bắc giáp thị trấn A Lưới và xã Hồng Bắc.

Xã Quảng Nhâm có diện tích 43,24 km², dân số năm 2018 là 4.527 người, mật độ dân số đạt 105 người/km².

## Hành chính
Sau khi sáp nhập từ 2 xã Nhâm (có 4 thôn) và xã Hồng Quảng (có 4 thôn), xã Quảng Nhâm có 8 thôn: A Lưới, Pi Ây 1, Pi Ây 2, Pất Đuh, KLeng A Bung, Âr Kêu Nhâm, A Hươr Pa E, Âr Bả Nhâm.

## Lịch sử
Địa bàn xã Quảng Nhâm hiện nay trước đây vốn là xã Nhâm và xã Hồng Quảng thuộc huyện A Lưới.
Trước khi sáp nhập, xã Nhâm có diện tích 37,85 km², dân số là 2.302 người, mật độ dân số đạt 61 người/km². Xã Hồng Quảng có diện tích 5,39 km², dân số là 2.225 người, mật độ dân số đạt 413 người/km².
Ngày 17 tháng 12 năm 2019, Ủy ban Thường vụ Quốc hội ban hành Nghị quyết 834/NQ-UBTVQH14 về việc sắp xếp các đơn vị hành chính cấp xã thuộc tỉnh Thừa Thiên Huế (nghị quyết có hiệu lực từ ngày 1 tháng 1 năm 2020). Theo đó, sáp nhập toàn bộ diện tích và dân số của hai xã Nhâm và Hồng Quảng thành xã Quảng Nhâm.